# Ouville-la-Rivière
Ouville-la-Rivière település Franciaországban, Seine-Maritime megyében. Lakosainak száma 461 fő (2022. január 1.). Ouville-la-Rivière Ambrumesnil, Longueil, Offranville, Saint-Denis-d’Aclon és Varengeville-sur-Mer községekkel határos.

## Népesség
A település népességének változása:
| Lakosok száma | 527  | 515  | 524  | 495  | 480  | 465  | 459  | 457  | 461  |
|               | 2013 | 2015 | 2016 | 2017 | 2018 | 2019 | 2020 | 2021 | 2022 |